# Tencent QQ
Tencent QQ is een Chinese instant messenger (IM) voor Windows, OS X en iOS. Het is de populairste IM in China. In juli 2011 telde QQ 812,3 miljoen actieve gebruikers. Het programma, dat beschikbaar is in het Chinees, Engels, Frans en Japans, wordt ontwikkeld door Tencent Holdings Limited (HKEX: 0700), deels eigendom van Naspers. Het programma maakt gebruik van een eigen propriëtair protocol. QQ biedt ook andere internetdiensten, waaronder weblogs. 

## Software die het QQ-protocol ondersteunt
- Pidgin, met een plug-in
- Kopete, met een plug-in (werkt niet meer)
- Miranda IM, met de MirandaQQ2-plug-in.
- Weixin, met de QQ offline plug-in kun je offlineberichten ontvangen.